# Abutre-de-bico-estreito
Grifo-de-bico-fino, grifo-de-bico-estreito ou abutre-de-bico-estreito (Gyps tenuirostris) é uma espécie de abutre seriamente ameaçada.